# کاینات ارورا
کاینات ارورا (انگلیسی: Kainaat Arora) یک هنرپیشه اهل هند است. وی از سال ۲۰۱۰ میلادی تاکنون مشغول فعالیت بوده‌است.
از فیلم های او می توان به بازی در ترش و شیرین اشاره کرد.